# Trương Khánh Châu
Trương Khánh Châu (15 tháng 1 năm 1934 – 11 tháng 9 năm 2019), là một sĩ quan cấp cao trong Quân đội nhân dân Việt Nam, hàm Trung tướng, Phó Giáo sư, Tiến sĩ, Anh hùng Lực lượng vũ trang nhân dân, nguyên Thứ trưởng Bộ Quốc phòng kiêm Giám đốc Trung tâm Khoa học và Công nghệ Quân sự, nguyên Chủ nhiệm kiêm Bí thư Đảng ủy Tổng cục Kỹ thuật Bộ Quốc phòng, nguyên Phó Tư lệnh Quân chủng Không quân kiêm Viện trưởng Viện Kỹ thuật Không quân.

## Thân thế sự nghiệp
Ông sinh ngày 15 tháng 1 năm 1934, quê ở thôn Khánh Hòa, xã Châu Phú, huyện Châu Đốc, tỉnh An Giang. Ông sớm tham gia cách mạng và vươn lên từ một người lính kỹ thuật bình thường trở thành tướng lĩnh trong lĩnh vực khoa học kỹ thuật hàng không.
Tháng 11 năm 1949, ông là thư ký Văn phòng Tỉnh đoàn Cứu quốc Long Châu Hà.
Tháng 5 năm 1950, ông nhập ngũ vào quân đội, là chiến sĩ thuộc Tỉnh đội Hà Tiên.
Tháng 1 năm 1952, là học viên Trường Kỹ thuật Nam Bộ.
Tháng 9 năm 1952, là thợ nguội Công binh xưởng 141 miền Tây Nam Bộ.
Tháng 3 năm 1955, ông chuyển ngành là thợ đặc thiết sân bay Gia Lâm.
Tháng 12 năm 1959, học tại Trường Văn hoá Quân đội, học tiếng Trung Quốc, tiếng Nga tại Cục Không quân
Tháng 8 năm 1961, tái ngũ, học Đại học Hàng không ở Kiép Liên Xô. 
Năm 1965, ông học kỹ thuật tại Trường Kỹ thuật Không quân Trung Quốc.
Năm 1966, thực tập tại Trung đoàn Không quân 923 Quân chủng Phòng không – Không quân
Tháng 5 năm 1967, Trợ lý kỹ thuật Phòng Kỹ thuật Bộ Tư lệnh Không quân, Quân chủng Phòng không – Không quân
Tháng 12 năm 1971, làm nghiên cứu sinh tại Trường Kỹ thuật không quân Giucốpki Liên Xô, sau đó về công tác tại Phòng Kỹ thuật Sư đoàn 371, Bộ tư lệnh Phòng không
Tháng 10 năm 1976, ông là Trưởng phòng Máy bay Cục Kỹ thuật Quân chủng Phòng không – Không quân
Tháng 4 năm 1978, Trưởng phòng Nghiên cứu Cục Kỹ thuật Quân chủng Không quân
Tháng 8 năm 1979, Viện trưởng Viện Kỹ thuật Không quân. 
Từ tháng 7 năm 1980 đến tháng 8 năm 1990, ông là Phó tư lệnh về Trang bị kỹ thuật, kiêm Chủ nhiệm Kỹ thuật, kiêm Viện trưởng Viện Kỹ thuật Không quân.
Từ tháng 9 năm 1990 đến tháng 10 năm 1996, Phó chủ nhiệm thứ nhất, sau đó là Chủ nhiệm Tổng cục Kỹ thuật, Bí thư Đảng uỷ Tổng cục.
Ngày 29 tháng 11 năm 1996, bổ nhiệm giữ chức Thứ trưởng Bộ Quốc phòng, kiêm Giám đốc Trung tâm Khoa học Kỹ thuật và Công nghệ Quân sự bộ Quốc phòng.
Năm 2002, ông được Nhà nước cho nghỉ hưu.
Ngày 11 tháng 9 năm 2019, ông từ trần tại Bệnh viện Trung ương Quân đội 108.
Ông được an táng tại nghĩa trang Lạc Hồng Viên, Kỳ Sơn, Hòa Bình.
Ông được thăng hàm Thiếu tướng (6.1988), Trung tướng (6.1992).

## Danh hiệu và tặng thưởng
- Tiến sĩ Khoa học kỹ thuật.
- Tiến sĩ khoa học danh dự Đại học tổng hợp hàng không Quốc gia Ukraina.
- Viện sĩ chính thức Viện Hàn lâm các khoa học tự nhiên Nga, Viện sĩ Viện Hàn lâm Khoa học Hàng không và Không hành Liên bang Nga.
- Danh hiệu Anh hùng lực lượng vũ trang nhân dân (1973).
- Huân chương Quân công hạng Nhì.
- Huân chương Chiến thắng hạng Nhì.

- Huân chương Chiến công hạng Nhì.
- Huân chương Chiến công hạng Ba.
- Huân chương Kháng chiến chống Mỹ cứu nước hạng Nhất.
- Huy chương Quân kỳ quyết thắng.

- Huân chương Chiến sĩ vẻ vang hạng Nhất, Nhì, Ba.

- Huy hiệu 60 năm tuổi Đảng.
- Huy chương Vì sự nghiệp Khoa học Công nghệ và nhiều phần thưởng cao quý khác của Đảng, Nhà nước, Quân đội..